# 葛西健
葛西 健（かさい たけし、1965年9月14日 - ）は、日本の医師、医学博士。元世界保健機関西太平洋地域事務局長。

## 学歴
岩手県出身。1990年に慶應義塾大学医学部で医学士、1996年ロンドン大学衛生熱帯医学大学院 公衆衛生学科で発展途上国の公衆衛生をテーマに修士号を取得する。
1997年、同大学院にて熱帯医学及び衛生学課程を修了。2006年から2013年に岩手医科大学高次救急センター研究員、同大学より医学博士号を取得。

## 職歴
- 1990年4月 岩手県の県庁、高次救急センター、宮古保健所に勤務。
- 1994年1月 厚生省（厚生科学課／統計情報部）勤務。
- 1997年4月 厚生省保健医療局結核感染症課の国際感染症専門官に就任
- 2000年7月 WHO西太平洋地域事務局に感染症対策医官として勤務し、新しい結核対策の導入、SARS対応に取り組む。
- 2003年4月 厚生労働省大臣官房国際課課長補佐を務める
- 2004年7月 宮崎県の福祉保健部次長を務め地方自治体初の新型インフルエンザ対応策策定、 健康みやざき行動計画の策定に取り組む
- 2006年4月 WHO西太平洋地域事務局感染症対策課長に就任
- 2012年 WHOベトナム代表に就任
- 2014年7月 WHO西太平洋地域事務局次長兼事業統括部長に就任
- 2018年10月 WHO西太平洋地域事務局長選挙において当選
- 2022年8月 後述の人種差別発言疑惑によりWHO西太平洋地域事務局長を休職
- 2023年3月 WHO西太平洋地域事務局長を解任される[1]

出典：日本国外務省によるプロフィール

## 受賞
ベトナムにおける公衆衛生に対する多大な貢献が認められ、 2014年にベトナム政府から「国民のための健康勲章」を受賞した。

## 人種差別発言
2020年に本格流行が始まった新型コロナウイルス感染症への対応の中で、WHO西太平洋地域事務局長であった葛西がフィリピン人スタッフに向け「何人を殺したのだ、これから何人を殺すつもりだ」と発言、またフィリピン、マレーシア、中国の人々を軽蔑する発言として「コロナの蔓延は彼らの劣った文化、人種、社会経済面の力不足だ」と発言。特定の国に対して差別的な表現を使用したり、権威的な態度を取ったことで主要スタッフが次々に辞職し、このため各国の実情を把握することが困難になり結果として感染拡大につながったと指摘する内部告発文書が2021年10月頃よりWHO上層部に送付され、2022年1月にAP通信が報じた。このほか中国に対する調査に腰が引けていたり、COVAXより日本にワクチン供給を優先させるようWHOに圧力をかける、日本政府にワクチンに関する機密情報を提供したことなどが書かれていたとされた。
これら報道に対して葛西は、特に新型コロナ対策においてはスタッフに厳しい態度を取ったことは認めたものの、人種差別的な発言やワクチンを巡る不正は一切行っていないと否定している。
2022年8月30日、WHOは葛西を休職扱いとする方針を決定。WHOのジュジャンナ・ヤカブ副理事長が任務を代行することとなり、同年10月25日の西太平洋地域参加国による緊急会合ではヤカブが引き続き事務局長を代行することを決定した。
西太平洋地域加盟国による非公開の会議で行われた解任を求める投票では賛成13、反対11、棄権1で葛西の解任が決定、外交戦が行われ日本は報告書の公開を阻止しようと試みた。
34カ国によるWHO理事会で葛西解任が承認、アメリカの大使は「報告書の内容は深刻、差別を許容する余裕はゼロだ」として解任に賛成を投じた。
2023年3月8日、WHOは「不適切な行為が判明した」として葛西を西太平洋地域事務局長から解任したことを発表した。